# Richard Culek
Richard Culek (Liberec, 1 april 1974) is een Tsjechisch voetballer die bij voorkeur als middenvelder speelt. Hij verruilde in 2010 FK Viktoria Žižkov voor Bocholter VV.

## Carrière
- 1980-1996: FC Slovan Liberec
- 1994: FK Švarc Benešov (op huurbasis)
- 1996-1998: Chemnitz FC
- 1998-1999: FC Slovan Liberec
- 1999-2000: FC Bohemians Praag
- 2000-2003: SK Lommel
- 2002: KVC Westerlo
- 2003-2009 : FC Brussels
- 2009-2010 : FK Viktoria Žižkov
- 2010-.. : Bocholter VV